# Севно
Севно (словен. Sevno) — поселення в общині Ново Место, регіон Південно-Східна Словенія, Словенія. Висота над рівнем моря: 223,6м.